# Championnats d'Europe de course en ligne de canoë-kayak 2012
Navigation
Belgrade 2011 Montemor-o-Velho 2013
Les championnats d'Europe de course en ligne de canoë-kayak se déroulent à Zagreb (Croatie) du 22 au 24 juin 2012.

## Résultats

### Hommes

#### Canoë
| Épreuve    | Or                                                                                      | Temps           | Argent                                                               | Temps           | Bronze                                                           | Temps           |
| C-1 200 m  | Azerbaïdjan Valentyn Demyanenko                                                         | 38 s 752        | Espagne Alfonso Benavides Lopez De Ayala                             | 38 s 968        | Lituanie Jevgenij Shuklin                                        | 39 s 060        |
| C-1 500 m  | France Mathieu Goubel                                                                   | 1 min 47 s 495  | Tchéquie Martin Fuksa                                                | 1 min 48 s 211  | Espagne David Cal                                                | 1 min 48 s 567  |
| C-1 1000 m | Allemagne Sebastian Brendel                                                             | 3 min 50 s 726  | France Mathieu Goubel                                                | 3 min 51 s 462  | Biélorussie Aliaksandr Zhukouski                                 | 3 min 54 s 102  |
| C-1 5000 m | Roumanie Florin Comanici                                                                | 22 min 55 s 509 | Espagne Manuel Antonio Campos                                        | 23 min 21 s 833 | Slovaquie Matej Rusnák                                           | 23 min 31 s 905 |
| C-2 200 m  | Lituanie Raimundas Labuckas Tomas Gadeikis                                              | 35 s 956        | Biélorussie Dzmitry Rabchanka Aleksandr Vauchetskiy                  | 36 s 820        | Italie Daniele Santini Luca Incollingo                           | 37 s 472        |
| C-2 500 m  | Tchéquie Jaroslav Radoň Filip Dvořák                                                    | 1 min 39 s 564  | Roumanie Alexandru Dumitrescu Victor Mihalachi                       | 1 min 40 s 028  | Ukraine Vitaliy Vergeles Denis Kamerilov                         | 1 min 40 s 792  |
| C-2 1000 m | Roumanie Alexandru Dumitrescu Victor Mihalachi                                          | 3 min 35 s 020  | Allemagne Peter Kretschmer Kurt Kuschela                             | 3 min 35 s 544  | Biélorussie Andrei Bahdanovich Aliaksandr Bahdanovich            | 3 min 35 s 744  |
| C-4 1000 m | Biélorussie Dzmitry Rabchanka Dzmitry Vaitsishkin Dzianis Harazha Aliaksandr Vauchetski | 3 min 22 s 139  | Roumanie Josif Chirlǎ Cătălin Costache Mihail Simion Florin Comanici | 3 min 23 s 551  | Hongrie Márton Tóth Róbert Mike Henrik Vasbányai Szabolcs Németh | 3 min 25 s 799  |

#### Kayak
| Épreuve    | Or                                                               | Temps           | Argent                                                           | Temps           | Bronze                                                             | Temps           |
| K-1 200 m  | Serbie Marko Novaković                                           | 34 s 431        | France Maxime Beaumont                                           | 34 s 479        | Royaume-Uni Edward McKeever                                        | 34 s 499        |
| K-1 500 m  | Suède Anders Gustafsson                                          | 1 min 36 s 858  | Pologne Tchéquie Marek Twardowski Josef Dostál                   | 1 min 36 s 998  |                                                                    |                 |
| K-1 1000 m | Allemagne Max Hoff                                               | 3 min 27 s 214  | Danemark René Holten Poulsen                                     | 3 min 29 s 326  | Espagne Francisco Cubelos                                          | 3 min 29 s 422  |
| K-1 5000 m | Biélorussie Aleh Yurenia                                         | 20 min 33 s 221 | Allemagne Max Hoff                                               | 20 min 34 s 245 | Hongrie Milán Noé                                                  | 21 min 10 s 717 |
| K-2 200 m  | Royaume-Uni Liam Heath Jonathan Schofield                        | 31 s 596        | Allemagne Ronald Rauhe Jonas Ems                                 | 31 s 780        | Pologne Sebastian Szypula Dawid Putto                              | 31 s 904        |
| K-2 500 m  | France Arnaud Hybois Sébastien Jouve                             | 1 min 27 s 094  | Serbie Dusko Stanojević Dejan Pajić                              | 1 min 27 s 382  | Biélorussie Raman Piatrushenka Vadzim Makhneu                      | 1 min 27 s 390  |
| K-2 1000 m | Hongrie Rudolf Dombi Roland Kökény                               | 3 min 13 s 981  | Allemagne Martin Hollstein Andreas Ihle                          | 3 min 15 s 011  | Slovaquie Peter Gelle Erik Vlček                                   | 3 min 15 s 551  |
| K-4 1000 m | Danemark Kim Wraae René Holten Poulsen Emil Stćr Kasper Bleibach | 2 min 51 s 947  | Roumanie Traian Neagu Toni Ioneticu Ștefan Vasile Petrus Gavrila | 2 min 52 s 239  | Serbie Milenko Zorić Ervin Holpert Aleksandar Aleksić Dejan Terzić | 2 min 52 s 959  |

### Dames

#### Canoë
| Épreuve   | Or                                    | Temps          | Argent                                                | Temps          | Bronze                                 | Temps          |
| C-1 200 m | Bulgarie Staniliya Stamenova          | 48 s 915       | France Sophie Cordelier                               | 50 s 088       | Ukraine Olga Aliohina                  | 50 s 104       |
| C-2 500 m | Hongrie Kincső Takács Zsanett Lakatos | 2 min 07 s 878 | Biélorussie Katsiaryna Herasimenka Sviatlana Tulupava | 2 min 09 s 510 | Ukraine Nataliya Zhiliuk Dariya Motova | 2 min 16 s 062 |

#### Kayak
| Épreuve    | Or                                                                             | Temps           | Argent                                                                    | Temps           | Bronze                                                                    | Temps           |
| K-1 200 m  | Hongrie Nataša Dušev-Janić                                                     | 39 s 372        | Pologne Marta Walczykiewicz                                               | 39 s 652        | Portugal Teresa Portela                                                   | 40 s 376        |
| K-1 500 m  | Hongrie Katrin Wagner-Augustin                                                 | 1 min 49 s 300  | Hongrie Danuta Kozák                                                      | 1 min 49 s 948  | Slovénie Špela Ponomarenko                                                | 1 min 51 s 252  |
| K-1 1000 m | Pologne Edyta Dzieniszewska                                                    | 4 min 01 s 023  | Allemagne Silke Hörmann                                                   | 4 min 02 s 251  | Autriche Ana Roxana Lehaci                                                | 4 min 02 s 867  |
| K-1 5000 m | Hongrie Renáta Csay                                                            | 22 min 46 s 576 | Espagne Eva Barrios                                                       | 23 min 00 s 888 | Allemagne Katrin Wagner-Augustin                                          | 23 min 01 s 440 |
| K-2 200 m  | Allemagne Franziska Weber Tina Dietze                                          | 35 s 878        | Biélorussie Volha Khudzenka Maryna Pautaran                               | 35 s 994        | Portugal Joana Vasconcelos Beatriz Gomes                                  | 36 s 154        |
| K-2 500 m  | Hongrie Katalin Kovács Nataša Dušev-Janić                                      | 1 min 38 s 704  | Biélorussie Volha Khudzenka Maryna Pautaran                               | 1 min 39 s 144  | Pologne Karolina Naja Beata Mikolajczyk                                   | 1 min 39 s 292  |
| K-2 1000 m | Pologne Karolina Naja Beata Mikolajczyk                                        | 3 min 39 s 096  | Hongrie Anna Karasz Ninetta Vad                                           | 3 min 40 s 470  | Espagne Beatriz Manchón Jana Smidakova                                    | 3 min 41 s 760  |
| K-4 500 m  | Allemagne Carolin Leonhardt Franziska Weber Katrin Wagner-Augustin Tina Dietze | 1 min 32 s 176  | Biélorussie Iryna Pamialova Nadzeya Papok Volha Khudzenka Maryna Pautaran | 1 min 33 s 356  | Hongrie Gabriella Szabó Danuta Kozák Katalin Kovács Krisztina Fazekas Zur | 1 min 34 s 832  |

## Tableau des médailles
Épreuves officielles uniquement.
| Rang  | Nation      | Or | Argent | Bronze | Total |
| ----- | ----------- | -- | ------ | ------ | ----- |
| 1     | Allemagne   | 5  | 5      | 1      | 11    |
| 2     | Hongrie     | 5  | 2      | 3      | 10    |
| 3     | Biélorussie | 2  | 5      | 3      | 10    |
| 4     | France      | 2  | 3      | 0      | 5     |
| 4     | Roumanie    | 2  | 3      | 0      | 5     |
| 6     | Pologne     | 2  | 2      | 2      | 6     |
| 7     | Tchéquie    | 1  | 2      | 0      | 3     |
| 8     | Serbie      | 1  | 1      | 1      | 3     |
| 9     | Danemark    | 1  | 1      | 0      | 2     |
| 10    | Royaume-Uni | 1  | 0      | 1      | 2     |
| 10    | Lituanie    | 1  | 0      | 1      | 2     |
| 12    | Azerbaïdjan | 1  | 0      | 0      | 1     |
| 12    | Bulgarie    | 1  | 0      | 0      | 1     |
| 12    | Suède       | 1  | 0      | 0      | 1     |
| 15    | Espagne     | 0  | 3      | 3      | 6     |
| 16    | Ukraine     | 0  | 0      | 3      | 3     |
| 17    | Portugal    | 0  | 0      | 2      | 2     |
| 17    | Slovaquie   | 0  | 0      | 2      | 2     |
| 19    | Autriche    | 0  | 0      | 1      | 1     |
| 19    | Italie      | 0  | 0      | 1      | 1     |
| 19    | Slovénie    | 0  | 0      | 1      | 1     |
| Total | Total       | 26 | 27     | 25     | 78    |

## Sources
- Résultats officiels